# Auditorium Maximum Uniwersytetu Warszawskiego
Auditorium Maximum Uniwersytetu Warszawskiego – klasycystyczny budynek zlokalizowany na terenie kampusu centralnego Uniwersytetu Warszawskiego, przy ul. Krakowskie Przedmieście 26/28.

## Opis
Pierwotnie został wzniesiony w połowie lat 30. XX wieku, według projektu Aleksandra Bojemskiego. W czasie II wojny światowej zajęty przez Niemców, którzy urządzili tam m.in. stajnię i magazyn broni. Później uległ zniszczeniu. Gmach został odbudowany w latach 1951–1955 w nieco zmienionej formie architektonicznej. W 2007 przeszedł gruntowną renowację, będącą częścią szerszych prac nad rewitalizacją całego kampusu centralnego.
Obiekt należy do Uniwersytetu Warszawskiego i służy jako budynek dydaktyczno-biurowy. W gmachu znajduje się Aula im. Adama Mickiewicza, mogąca pomieścić 1080 osób i będąca największą salą wykładową w zasobach UW, często wykorzystywaną dla celów reprezentacyjnych. Oprócz niej zlokalizowano tam cztery mniejsze aule (każda na ok. 220 osób) oraz kilka niewielkich sal dydaktycznych. Ponadto w Auditorium mieści się szereg biur, m.in. Zakład Sinologii Instytutu Orientalistycznego UW, Katedra Historii Doktryn Politycznych i Prawnych Wydziału Prawa i Administracji, Biuro Gospodarcze UW, Biuro Obsługi Badań UW oraz urząd pocztowy.
W 2001 roku w holu odsłonięto tablicę upamiętniającą studenta Wydziału Prawa z 1935 roku, premiera Izraela i laureata Pokojowej Nagrody Nobla, Menachema Begina. W 2016 roku obok odsłonięto tablicę upamiętniającą laureata Pokojowej Nagrody Nobla Józefa Rotblata, który w 1938 roku obronił na UW rozprawę doktorską.